# Knut Andersen
Knut Andersen (Oslo, 20 luglio 1927) è un ex calciatore norvegese, di ruolo centrocampista.

## Carriera

### Club
Cresciuto nel Skeid, dal 1951 al 1953 gioca per il Padova prima in Serie A e poi in Serie B, per un totale di 43 partite.
Torna poi in Norvegia prima al Skeid e poi al Frigg dove nel 1964 chiude la carriera.

### Nazionale
Debutta con la Nazionale il 18 maggio del 1949 giocando in totale 3 partite.

## Palmarès
- Coppa di Norvegia: 2

Skeid: 1947, 1958